# ヒモメン〜ヒモ更生プログラム〜
『ヒモメン〜ヒモ更生プログラム〜』（ヒモメン ヒモこうせいプログラム）は、鴻池剛による日本の漫画、またこれを原作としたテレビドラマ。

## あらすじ
看護師のゆり子の彼氏・翔ちゃんがある日、実家を追い出されてゆり子の部屋に転がり込んできた。本来なら心躍る同棲のはずだが、ゆり子の気持ちはどこか憂鬱。翔ちゃんは全く働く意欲がなく、酒好きでギャンブル好きの甲斐性なしヒモ男だった。結婚を夢見るゆり子は「このままではいけない」と一念発起。翔ちゃんのヒモ体質改善生活を始める。

## 登場人物
碑文谷 翔（ひもんや しょう）
ゆり子の彼氏。年齢25歳。ゆり子の収入で生活をしているヒモ。定職なしで、アルバイトも長続きしない。酒やギャンブルが大好きで働くことが大嫌い。親に見限られて実家を追い出されたが、ゆり子の部屋に転がり込んでそのまま居ついてしまった。
春日 ゆり子（かすが ゆりこ）
病院勤務の看護師。甲斐性なしだが母性本能をくすぐる翔にベタ惚れしており、必要以上に怒れない。生活力皆無の翔をヒモ体質から働く男へと変身させて結婚することを夢見ている。
池目 亮介（いけめ りょうすけ）
ゆり子が勤める病院の医師。ゆり子に惚れている。

## 書誌情報
- 鴻池剛『ヒモメン〜ヒモ更生プログラム〜』 KADOKAWAメディアファクトリー〈MFコミックス フラッパーシリーズ〉、既刊2巻（2018年7月27日現在）
  1. 2015年12月22日発売 ISBN 978-4-04-067867-2
  2. 2018年7月27日発売 ISBN 978-4-04-065032-6

## テレビドラマ
『ヒモメン』のタイトルで2018年7月28日から9月8日までテレビ朝日系の「土曜ナイトドラマ」枠 にて放送された。

### キャスト
- 碑文谷翔 - 窪田正孝
- 春日ゆり子（26） - 川口春奈
- 池目亮介 - 勝地涼[3]
- 浜野このみ - 岡田結実[3]
- 湯浅麻衣 - 田原可南子
- 岩井玲奈 - 皆本麻帆
- 大庭美々 - 大幡しえり
- 田辺聡子 - 佐藤仁美[3]
- 尾島和子 - YOU[3]
- 網走太一郎 - 金田明夫[3]
- ナレーション ‐ キートン山田

### ゲスト
第1話
- 矢沢孝太郎 - 宇梶剛士

第2話
- 春日桜子 - 片瀬那奈（第5話）

第3話
- 森山圭子 - 西尾まり
- 長谷部恵 - 小沢真珠
- 山崎圭一 - 冨家規政

第4話
- 黒川常務 - 山崎一
- 手柴室長 - 長谷川朝晴
- 大谷直人 - 須田邦裕
- 佐竹浩史 - 遠藤たつお

第5話
- 豊川稔 - 音尾琢真

第6話
- 加賀美香 - 高岡早紀
- 大沢幸博 - 近藤公園
- 加賀浩一郎 - 六平直政

最終話
- 松平鷹彦 - 渡辺大

### スタッフ
- 原作 - 鴻池剛『ヒモメン〜ヒモ更生プログラム〜』（MFコミックス フラッパーシリーズ／KADOKAWA刊）
- 脚本 - 森ハヤシ、江頭美智留、吉田真侑子、小峯裕之
- 音楽 - 井筒昭雄
- 主題歌 - 超特急「Jesus」[4]
- ゼネラルプロデューサー - 横地郁英
- プロデューサー - 秋山貴人、河野美里
- 演出 - 片山修、宝来忠昭
- 制作協力 - ホリプロ
- 制作著作 - テレビ朝日

### 放送日程
| 各話   | 放送日  | サブタイトル                                    | 脚本       | 監督     |
| ------ | ------- | ----------------------------------------------- | ---------- | -------- |
| 第1話  | 7月28日 | 無職のヒーロー!! 彼女を権力から救う!?           | 森ハヤシ   | 片山修   |
| 第2話  | 8月04日 | 黒い4人の女と修羅場!? パーティの奇跡            | 森ハヤシ   | 片山修   |
| 第3話  | 8月11日 | VS美人議員!! ヒモ男2000円で悪政暴く!?           | 江頭美智留 | 宝来忠昭 |
| 第4話  | 8月18日 | 彼女のため就職!! クソ上司と闘うヒモ社員!?       | 小峯裕之   | 宝来忠昭 |
| 第5話  | 8月25日 | 彼女が隠した1000万円の借金!? ヒモ生活強制終了!! | 吉田真侑子 | 片山修   |
| 第6話  | 9月01日 | 最終章!! ヒモを奪い合う美女2人の戦争            | 小峯裕之   | 宝来忠昭 |
| 最終話 | 9月08日 | 好きでも別れます!! さようなら…ヒモ男            | 吉田真侑子 | 片山修   |

| テレビ朝日系列 土曜ナイトドラマ                       | テレビ朝日系列 土曜ナイトドラマ     | テレビ朝日系列 土曜ナイトドラマ                  |
| 前番組                                                | 番組名                              | 次番組                                           |
| ----------------------------------------------------- | ----------------------------------- | ------------------------------------------------ |
| おっさんずラブ （Season1） （2018年4月21日 - 6月2日） | ヒモメン （2018年7月28日 - 9月8日） | あなたには渡さない （2018年11月10日 - 12月22日） |